# Plantilles de la Copa del Món de futbol de 1954
Plantilles oficials de les seleccions classificades per la fase final de la Copa del Món de Futbol 1954 de Suïssa. Fou la primera edició de la Copa del Món en què tots els jugdors tenien assignat un dorsal. Cada selecció pot inscriure 22 jugadors. Els equips participants són (cliqueu sobre el país per accedir a la plantilla):
| Equips participants | Equips participants | Equips participants | Equips participants |
| ------------------- | ------------------- | ------------------- | ------------------- |
| Brasil              | Iugoslàvia          | França              | Mèxic               |
| Hongria             | Alemanya Occidental | Turquia             | Corea del Sud       |
| Uruguai             | Àustria             | Txecoslovàquia      | Escòcia             |
| Anglaterra          | Suïssa              | Itàlia              | Bèlgica             |

## Brasil
| #    | Posició      | Nom           | Naixement           | P. Sel.      | Club          |
| ---- | ------------ | ------------- | ------------------- | ------------ | ------------- |
| 1    | Porter       | Castilho      | 27 de novembre 1927 | -            | Fluminense    |
| 2    | Defensa      | Djalma Santos | 27 de febrer 1929   | -            | Portuguesa    |
| 3    | Defensa      | Nílton Santos | 16 de maig 1927     | -            | Botafogo      |
| 4    | Defensa      | Brandãozinho  | 9 de juny 1925      | -            | Portuguesa    |
| 5    | Migcampista  | Pinheiro      | 13 de gener 1932    | -            | Fluminense    |
| 6    | Migcampista  | Bauer         | 21 de novembre 1925 | -            | São Paulo FC  |
| 7    | Davanter     | Julinho       | 29 de juliol 1929   | -            | Portuguesa    |
| 8    | Davanter     | Didi          | 8 d'octubre 1929    | -            | Fluminense    |
| 9    | Davanter     | Baltazar      | 14 de gener 1926    | -            | Corinthians   |
| 10   | Davanter     | Pinga         | 11 de febrer 1924   | -            | Vasco da Gama |
| 11   | Davanter     | Rodrigues     | 27 de juny 1925     | -            | Palmeiras     |
| 12   | Defensa      | Paulinho      | 15 d'abril 1932     | -            | Vasco da Gama |
| 13   | Defensa      | Alfredo       | 27 d'octubre 1924   | -            | São Paulo FC  |
| 14   | Migcampista  | Ely           | 14 de maig 1921     | -            | Vasco da Gama |
| 15   | Defensa      | Mauro         | 30 d'agost 1930     | -            | São Paulo FC  |
| 16   | Migcampista  | Dequinha      | 19 de març 1928     | -            | Flamengo      |
| 17   | Davanter     | Maurinho      | 6 de juny 1933      | -            | São Paulo FC  |
| 18   | Davanter     | Humberto      | 4 de febrer 1934    | -            | Palmeiras     |
| 19   | Davanter     | Índio         | 1 de març 1931      | -            | Flamengo      |
| 20   | Davanter     | Rubens        | 4 de novembre 1928  | -            | Flamengo      |
| 21   | Porter       | Veludo        | 7 d'agost 1930      | -            | Fluminense    |
| 22   | Porter       | Cabeção       | 23 d'agost 1930     | -            | Corinthians   |
| Ent. | Zezé Moreira | Zezé Moreira  | Zezé Moreira        | Zezé Moreira | Zezé Moreira  |

## Iugoslàvia
| #    | Posició             | Nom                  | Naixement           | P. Sel.             | Club                  |
| ---- | ------------------- | -------------------- | ------------------- | ------------------- | --------------------- |
| 1    | Porter              | Vladimir Beara       | 2 de novembre 1928  | 25                  | Hajduk Split          |
| 2    | Defensa             | Branislav Stanković  | 31 d'octubre 1921   | 50                  | Crvena Zvezda Belgrad |
| 3    | Defensa             | Tomislav Crnković    | 17 de juny 1929     | 17                  | Dinamo Zagreb         |
| 4    | Defensa             | Zlatko Čajkovski     | 24 de gener 1923    | 51                  | Partizan Belgrad      |
| 5    | Migcampista         | Ivan Horvat          | 16 de juliol 1926   | 43                  | Dinamo Zagreb         |
| 6    | Migcampista         | Vujadin Boškov       | 16 de maig 1931     | 22                  | Vojvodina Novi Sad    |
| 7    | Davanter            | Tihomir Ognjanov     | 2 de març 1927      | 22                  | Crvena Zvezda Belgrad |
| 8    | Davanter            | Rajko Mitić          | 6 de setembre 1922  | 47                  | Crvena Zvezda Belgrad |
| 9    | Davanter            | Bernard Vukas        | 1 de maig 1927      | 35                  | Hajduk Split          |
| 10   | Davanter            | Stjepan Bobek        | 3 de desembre 1923  | 53                  | Partizan Belgrad      |
| 11   | Davanter            | Branko Zebec         | 17 de maig 1929     | 22                  | Partizan Belgrad      |
| 12   | Porter              | Branko Kralj         | 10 de març 1924     | 0                   | Dinamo Zagreb         |
| 13   | Defensa             | Milan Zeković        | 15 de novembre 1925 | 3                   | Crvena Zvezda Belgrad |
| 14   | Migcampista         | Lev Mantula          | 8 de desembre 1928  | 0                   | Dinamo Zagreb         |
| 15   | Migcampista         | Ljubiša Spajić       | 7 de març 1926      | 6                   | Crvena Zvezda Belgrad |
| 16   | Migcampista         | Sima Milovanov       | 10 d'abril 1923     | 4                   | Vojvodina Novi Sad    |
| 17   | Defensa             | Bruno Belin          | 16 de gener 1929    | 3                   | Partizan Belgrad      |
| 18   | Davanter            | Miloš Milutinović    | 5 de febrer 1933    | 8                   | Partizan Belgrad      |
| 19   | Davanter            | Zlatko Papec         | 17 de gener 1934    | 1                   | Hajduk Split          |
| 20   | Davanter            | Dionizije Dvornić    | 27 d'abril 1926     | 3                   | Dinamo Zagreb         |
| 21   | Davanter            | Todor Veselinović    | 22 d'octubre 1930   | 2                   | Vojvodina Novi Sad    |
| 22   | Davanter            | Aleksandar Petaković | 6 d'agost 1932      | 0                   | FK Radnicki Belgrad   |
| Ent. | Aleksandar Tirnanić | Aleksandar Tirnanić  | Aleksandar Tirnanić | Aleksandar Tirnanić | Aleksandar Tirnanić   |

## França
| #    | Posició        | Nom                  | Naixement           | P. Sel.        | Club                     |
| ---- | -------------- | -------------------- | ------------------- | -------------- | ------------------------ |
| 1    | Porter         | François Remetter    | 8 d'agost1928       | 4              | FC Metz                  |
| 2    | Porter         | César Ruminski       | 14 de juny1924      | 7              | Lille OSC                |
| 3    | Porter         | Claude Abbes         | 24 de maig1927      | 0              | AS Saint-Étienne         |
| 4    | Defensa        | Lazare Gianessi      | 9 de novembre1925   | 12             | AS Monaco FC             |
| 5    | Defensa        | Jacques Grimonpon    | 30 de juliol 1925   | 0              | FC Girondins de Bordeaux |
| 6    | Defensa        | Raymond Kaelbel      | 31 de gener1932     | 0              | RC Strasbourg            |
| 7    | Defensa        | Roger Marche         | 5 de març1924       | 37             | Stade de Reims           |
| 8    | Migcampista    | Guillaume Bieganski  | 3 de novembre1932   | 1              | Lille OSC                |
| 9    | Migcampista    | Antoine Cuissard     | 19 de juliol1924    | 27             | OGC Nice                 |
| 10   | Migcampista    | Robert Jonquet       | 3 de maig1925       | 26             | Stade de Reims           |
| 11   | Migcampista    | Xercès Louis         | 31 d'octubre1926    | 0              | RC Lens                  |
| 12   | Migcampista    | Jean-Jacques Marcel  | 13 de juny1931      | 8              | FC Sochaux               |
| 13   | Davanter       | Abderrahman Mahjoub  | 25 d'abril1929      | 2              | OGC Nice                 |
| 14   | Defensa        | Armand Penverne      | 26 de novembre 1926 | 11             | Stade de Reims           |
| 15   | Migcampista    | Abdelaziz Ben Tifour | 25 de juliol1927    | 1              | AS Troyes                |
| 16   | Davanter       | René Dereuddre       | 26 de juny1930      | 1              | Toulouse FC              |
| 17   | Davanter       | Léon Glovacki        | 19 de febrer1928    | 3              | Stade de Reims           |
| 18   | Davanter       | Raymond Kopa         | 13 d'octubre1931    | 13             | Stade de Reims           |
| 19   | Migcampista    | Michel Leblond       | 10 de maig1932      | 1              | Stade de Reims           |
| 20   | Davanter       | Ernest Schultz       | 29 de gener1931     | 0              | Olympique de Lyon        |
| 21   | Davanter       | André Strappe        | 23 de febrer1928    | 23             | Lille OSC                |
| 22   | Davanter       | Jean Vincent         | 29 de novembre1930  | 2              | Lille OSC                |
| Ent. | Pierre Pibarot | Pierre Pibarot       | Pierre Pibarot      | Pierre Pibarot | Pierre Pibarot           |

## Mèxic
| #    | Posició               | Nom                   | Naixement             | P. Sel.               | Club                  |
| ---- | --------------------- | --------------------- | --------------------- | --------------------- | --------------------- |
| 1    | Porter                | Antonio Carbajal      | 7 de juny 1929        | 11                    | FC León               |
| 2    | Defensa               | Narciso López         | 18 d'agost 1928       | 3                     | Oro Guadalajara       |
| 3    | Migcampista           | Jorge Romo            | 20 d'abril 1934       | 5                     | Marte                 |
| 4    | Defensa               | Saturnino Martínez    | 1918                  | 6                     | Necaxa                |
| 5    | Defensa               | Raúl Cárdenas         | 30 d'octubre 1928     | 4                     | CF Puebla             |
| 6    | Migcampista           | Rafael Avalos         | 1922                  | 3                     | CF Atlante            |
| 7    | Davanter              | Alfredo Torres        | 31 de maig 1931       | 3                     | CF Atlas              |
| 8    | Davanter              | José Naranjo          | 19 de març 1926       | 12                    | Oro Guadalajara       |
| 9    | Davanter              | José Luis Lamadrid    | 1928                  | 5                     | Necaxa                |
| 10   | Davanter              | Tomás Balcázar        | 21 de desembre 1931   | 9                     | Chivas de Guadalajara |
| 11   | Davanter              | Raúl Arellano         | 28 de febrer 1935     | 0                     | Chivas de Guadalajara |
| 12   | Porter                | Salvador Mota         | 1923                  | 0                     | CF Atlante            |
| 13   | Defensa               | Sergio Bravo          |                       | 6                     | UANL Tigres           |
| 14   | Migcampista           | Juan Gómez            | 26 de juny 1924       | 0                     | CF Atlas              |
| 15   | Davanter              | Carlos Blanco         | 1927                  | 4                     | Necaxa                |
| 16   | Migcampista           | Pedro Nájera          | 3 de febrer 1929      | 0                     | Club América          |
| 17   | Davanter              | Carlos Septién        | 18 de gener 1923      | 11                    | CD Tampico            |
| 18   | Davanter              | Carlos Carus          |                       | 0                     | Club Toluca           |
| 19   | Davanter              | Moises Jinich         |                       | 1                     | CF Atlante            |
| 20   | Davanter              | José Antonio Roca     | 24 de maig 1928       | 7                     | CD Zacatepec          |
| 21   | Migcampista           | Mario Ochoa           | 1927                  | 5                     | Marte                 |
| 22   | Davanter              | Ranulfo Cortés        |                       | 0                     | Oro Guadalajara       |
| Ent. | Antonio López Herranz | Antonio López Herranz | Antonio López Herranz | Antonio López Herranz | Antonio López Herranz |

## Hongria
| #    | Posició       | Nom              | Naixement           | P. Sel.       | Club               |
| ---- | ------------- | ---------------- | ------------------- | ------------- | ------------------ |
| 1    | Porter        | Gyula Grosics    | 4 de febrer 1926    | -             | Budapest Honvéd FC |
| 2    | Defensa       | Jenő Buzánszky   | 4 de maig 1925      | -             | Dorogi Bányász     |
| 3    | Migcampista   | Gyula Lóránt     | 6 de febrer 1923    | -             | Budapest Honvéd FC |
| 4    | Defensa       | Mihály Lantos    | 29 de setembre 1928 | -             | MTK Hungária FC    |
| 5    | Defensa       | József Bozsik    | 25 de novembre 1925 | -             | Budapest Honvéd FC |
| 6    | Migcampista   | József Zakariás  | 25 de març 1924     | -             | MTK Hungária FC    |
| 7    | Davanter      | József Tóth      | 16 de maig 1929     | -             | Csepel SC          |
| 8    | Davanter      | Sándor Kocsis    | 21 de setembre 1929 | -             | Budapest Honvéd FC |
| 9    | Davanter      | Nándor Hidegkuti | 3 de març 1922      | -             | MTK Hungária FC    |
| 10   | Davanter      | Ferenc Puskás    | 2 d'abril 1927      | -             | Budapest Honvéd FC |
| 11   | Davanter      | Zoltán Czibor    | 8 d'agost 1929      | -             | Budapest Honvéd FC |
| 12   | Defensa       | Béla Kárpáti     | 1929                | -             | Rába ETO Győr      |
| 13   | Defensa       | Pál Várhidy      | 6 de novembre 1931  | -             | Újpesti Dózsa      |
| 14   | Migcampista   | Imre Kovács      | 26 de novembre 1921 | -             | MTK Hungária FC    |
| 15   | Migcampista   | Ferenc Szojka    | 7 d'abril 1931      | -             | Salgótarjáni BTC   |
| 16   | Davanter      | László Budai     | 19 de juliol 1928   | -             | Budapest Honvéd FC |
| 17   | Davanter      | Ferenc Machos    | 1932                | -             | Budapest Honvéd FC |
| 18   | Davanter      | Lajos Csordás    | 6 d'octubre 1932    | -             | Vasas SC           |
| 19   | Davanter      | Péter Palotás    | 27 de juny 1929     | -             | MTK Hungária FC    |
| 20   | Davanter      | Mihály Tóth      | 24 de setembre 1926 | -             | Újpesti Dózsa      |
| 21   | Porter        | Sándor Gellér    |                     | -             | MTK Hungária FC    |
| 22   | Porter        | Géza Gulyás      |                     | -             | Budapesti Kinizsi  |
| Ent. | Gusztáv Sebes | Gusztáv Sebes    | Gusztáv Sebes       | Gusztáv Sebes | Gusztáv Sebes      |

## Alemanya Occidental
| #    | Posició        | Nom                | Naixement          | P. Sel.        | Club                 |
| ---- | -------------- | ------------------ | ------------------ | -------------- | -------------------- |
| 1    | Porter         | Toni Turek         | 18 de gener 1919   | 13             | Fortuna Düsseldorf   |
| 2    | Defensa        | Fritz Laband       | 1 de novembre 1925 | 1              | Hamburger SV         |
| 3    | Defensa        | Werner Kohlmeyer   | 19 d'abril 1924    | 12             | 1. FC Kaiserslautern |
| 4    | Defensa        | Hans Bauer         | 28 de juliol 1927  | 2              | Bayern de Múnic      |
| 5    | Defensa        | Herbert Erhardt    | 6 de juliol 1930   | 1              | SpVgg Fürth          |
| 6    | Defensa        | Horst Eckel        | 8 de febrer 1932   | 8              | 1. FC Kaiserslautern |
| 7    | Migcampista    | Josef Posipal      | 20 de juny 1927    | 15             | Hamburger SV         |
| 8    | Migcampista    | Karl Mai           | 27 de juliol 1928  | 3              | SpVgg Fürth          |
| 9    | Migcampista    | Paul Mebus         | 9 de juny 1920     | 5              | 1. FC Köln           |
| 10   | Migcampista    | Werner Liebrich    | 18 de gener 1927   | 2              | 1. FC Kaiserslautern |
| 11   | Davanter       | Karl-Heinz Metzner | 9 de gener 1923    | 2              | KSV Hessen Kassel    |
| 12   | Migcampista    | Helmut Rahn        | 16 d'agost 1929    | 9              | Rot-Weiss Essen      |
| 13   | Davanter       | Max Morlock        | 11 de maig 1925    | 12             | 1. FC Nürnberg       |
| 14   | Davanter       | Bernhard Klodt     | 26 d'octubre 1926  | 6              | FC Schalke 04        |
| 15   | Davanter       | Ottmar Walter      | 3 de març 1924     | 11             | 1. FC Kaiserslautern |
| 16   | Migcampista    | Fritz Walter       | 31 d'octubre 1920  | 38             | 1. FC Kaiserslautern |
| 17   | Davanter       | Richard Herrmann   | 20 de gener 1923   | 7              | FSV Frankfurt        |
| 18   | Migcampista    | Ulrich Biesinger   | 6 d'agost 1933     | 0              | BC Augsburg          |
| 19   | Davanter       | Alfred Pfaff       | 16 de juliol 1926  | 1              | Eintracht Frankfurt  |
| 20   | Davanter       | Hans Schäfer       | 19 d'octubre 1927  | 5              | 1. FC Köln           |
| 21   | Porter         | Heinz Kubsch       | 20 de juliol 1930  | 1              | FK Pirmasens         |
| 22   | Porter         | Heinz Kwiatkowski  | 16 de juliol 1926  | 0              | Borussia Dortmund    |
| Ent. | Sepp Herberger | Sepp Herberger     | Sepp Herberger     | Sepp Herberger | Sepp Herberger       |

## Turquia
| #    | Posició      | Nom                    | Naixement           | P. Sel.      | Club             |
| ---- | ------------ | ---------------------- | ------------------- | ------------ | ---------------- |
| 1    | Porter       | Turgay Şeren           | 15 de maig 1932     | 11           | Galatasaray S.K. |
| 2    | Defensa      | Bolati Rıdvan          | 2 de desembre 1928  | 2            | Ankaragücü GK    |
| 3    | Defensa      | Basri Dirimlili        | 7 de juny 1929      | 3            | Fenerbahçe SK    |
| 4    | Defensa      | Mustafa Ertan          | 21 d'abril 1926     | 4            | Ankaragücü GK    |
| 5    | Migcampista  | Çetin Zeybek           | 12 de setembre 1932 | 2            | Kasımpaşa SK     |
| 6    | Migcampista  | Izak Rober             | 21 de desembre 1930 | 5            | Galatasaray S.K. |
| 7    | Davanter     | Erol Keskin            | 2 de març 1927      | 1            | Adalet Istanbul  |
| 8    | Davanter     | Mamat Suat             | 8 de novembre 1930  | 2            | Galatasaray S.K. |
| 9    | Davanter     | İsmail Feridun         | 5 d'abril 1933      | 3            | Fenerbahçe SK    |
| 10   | Davanter     | Burhan Sargun          | 11 de febrer 1929   | 5            | Fenerbahçe SK    |
| 11   | Davanter     | Lefter Küçükandonyadis | 29 de gener 1926    | 3            | Fenerbahçe SK    |
| 12   | Porter       | Ersoy Şükrü            | 14 de gener 1934    | 3            | Ankaragücü GK    |
| 13   | Defensa      | Bülent Eken            | 26 de gener 1923    | 11           | Galatasaray S.K. |
| 14   | Defensa      | Ali Beratligil         |                     | 2            | Galatasaray S.K. |
| 15   | Migcampista  | Mehmet Dinçer          |                     | 0            | Fenerbahçe SK    |
| 16   | Defensa      | Doan Nedim             |                     | 0            | Fenerbahçe SK    |
| 17   | Defensa      | Erdem Naci             | 28 de gener 1931    | 0            | Fenerbahçe SK    |
| 18   | Defensa      | Kaçmaz Akgün           |                     | 1            | Ankaragücü GK    |
| 19   | Defensa      | Ahmet Berman           |                     | 0            | Beşiktaş         |
| 20   | Davanter     | Onariçi Necmettin      | 2 de novembre 1925  | 0            | Adalet Istanbul  |
| 21   | Davanter     | Aytaç Kadri            | 1931                | 0            | Galatasaray S.K. |
| 22   | Davanter     | Coşkun Taş             | 23 d'abril 1935     | 2            | Ankaragücü GK    |
| Ent. | Sandro Puppo | Sandro Puppo           | Sandro Puppo        | Sandro Puppo | Sandro Puppo     |

## Corea del Sud
| #    | Posició      | Nom               | Naixement           | P. Sel.      | Club                                 |
| ---- | ------------ | ----------------- | ------------------- | ------------ | ------------------------------------ |
| 1    | Porter       | Hong Deok-Young   | 5 de maig 1921      | -            | Chosun Textile Company FC            |
| 2    | Defensa      | Park Kyu-Chung    | 12 de juny 1924     | -            | Army Logistics Command FC            |
| 3    | Defensa      | Park Jae-Seung    | 1 d'abril 1923      | -            | Counterintelligence Corps FC         |
| 4    | Migcampista  | Kang Chang-Gi     | 28 d'agost 1928     | -            | Chosun Textile Company FC            |
| 5    | Migcampista  | Lee Sang-Yi       | 1 de gener 1922     | -            | Chosun Textile Company FC            |
| 6    | Defensa      | Min Byung-Dae (c) | 20 de febrer 1918   | -            | Counterintelligence Corps FC         |
| 7    | Davanter     | Lee Soo-Nam       | 2 de febrer 1927    | -            | Counterintelligence Corps FC         |
| 8    | Davanter     | Choi Chung-Min    | 30 d'agost 1930     | -            | Counterintelligence Corps FC         |
| 9    | Davanter     | Woo Sang-Kwon     | 2 de febrer 1927    | -            | Army Provost Marshal Headquarters FC |
| 10   | Davanter     | Sung Nak-Woon     | 2 de febrer 1926    | -            | Army Logistics Command FC            |
| 11   | Migcampista  | Chung Nam-Sik     | 16 de febrer 1917   | -            | Counterintelligence Corps FC         |
| 12   | Porter       | Ham Heung-Chul    | 17 de novembre 1931 | -            | Army Provost Marshal Headquarters FC |
| 13   | Defensa      | Lee Jong-Kap      | 18 de març 1920     | -            | Counterintelligence Corps FC         |
| 14   | Defensa      | Han Chang-Wha     | 3 de novembre 1922  | -            | Counterintelligence Corps FC         |
| 15   | Migcampista  | Kim Ji-Sung       | 7 de novembre 1924  | -            | Counterintelligence Corps FC         |
| 16   | Migcampista  | Choo Yung-Kwan    | 15 de juliol 1931   | -            | Navy FC                              |
| 17   | Davanter     | Park Il-Kap       | 21 de març 1926     | -            | Counterintelligence Corps FC         |
| 18   | Davanter     | Choi Yung-Keun    | 8 de febrer 1923    | -            | Navy FC                              |
| 19   | Davanter     | Li Ki-Joo         | 12 de novembre 1926 | -            | Chosun Textile Company FC            |
| 20   | Davanter     | Chung Kook-Chin   | 2 de gener 1927     | -            | Navy FC                              |
| Ent. | Kim Yong-Sik | Kim Yong-Sik      | Kim Yong-Sik        | Kim Yong-Sik | Kim Yong-Sik                         |

* Corea del Sud només presentà 20 jugadors.

## Uruguai
| #    | Posició     | Nom                      | Naixement           | P. Sel.    | Club                      |
| ---- | ----------- | ------------------------ | ------------------- | ---------- | ------------------------- |
| 1    | Porter      | Roque Máspoli            | 12 d'octubre 1917   | -          | C.A. Peñarol              |
| 2    | Defensa     | José Santamaría          | 31 de juliol 1929   | -          | Club Nacional de Football |
| 3    | Defensa     | William Martínez         | 13 de gener 1928    | -          | Rampla Juniors            |
| 4    | Defensa     | Víctor Rodríguez Andrade | 2 de maig, 1927     | -          | C.A. Peñarol              |
| 5    | Migcampista | Obdulio Varela           | 20 de setembre 1917 | -          | C.A. Peñarol              |
| 6    | Migcampista | Roberto Leopardi         | 19 de juliol 1933   | -          | Club Nacional de Football |
| 7    | Davanter    | Julio Abbadie            | 7 de setembre 1930  | -          | C.A. Peñarol              |
| 8    | Davanter    | Juan Hohberg             | 8 d'octubre 1929    | -          | C.A. Peñarol              |
| 9    | Davanter    | Óscar Míguez             | 5 de desembre 1927  | -          | C.A. Peñarol              |
| 10   | Davanter    | Juan Alberto Schiaffino  | 28 de juliol 1925   | -          | C.A. Peñarol              |
| 11   | Davanter    | Carlos Borges            | 14 de gener 1932    | -          | C.A. Peñarol              |
| 12   | Porter      | Julio Maceiras           | 22 d'abril 1926     | -          | Danubio F.C.              |
| 13   | Defensa     | Mirto Davoine            | 13 de febrer 1933   | -          | C.A. Peñarol              |
| 14   | Defensa     | Eusebio Tejera           | 6 de gener 1922     | -          | Defensor Sporting Club    |
| 15   | Migcampista | Urbano Rivera            |                     | -          | Danubio F.C.              |
| 16   | Migcampista | Néstor Carballo          | 3 de febrer 1929    | -          | Club Nacional de Football |
| 17   | Migcampista | Luis Cruz                | 28 d'abril 1925     | -          | Club Nacional de Football |
| 18   | Davanter    | Rafael Souto             | 24 d'octubre 1930   | -          | Club Nacional de Football |
| 19   | Davanter    | Javier Ambrois           | 9 de maig 1932      | -          | Club Nacional de Football |
| 20   | Davanter    | Omar Méndez              | 7 d'agost 1934      | -          | Club Nacional de Football |
| 21   | Davanter    | Julio Pérez              | 19 de juny 1926     | -          | Club Nacional de Football |
| 22   | Davanter    | Luis Castro              | 31 de juliol 1921   | -          | Defensor Sporting Club    |
| Ent. | Juan López  | Juan López               | Juan López          | Juan López | Juan López                |

## Àustria
| #    | Posició       | Nom                | Naixement           | P. Sel.       | Club             |
| ---- | ------------- | ------------------ | ------------------- | ------------- | ---------------- |
| 1    | Porter        | Kurt Schmied       | 14 de juny 1926     | -             | First Vienna FC  |
| 2    | Defensa       | Gerhard Hanappi    | 16 de febrer 1929   | -             | Rapid Wien       |
| 3    | Migcampista   | Ernst Happel       | 29 de novembre 1925 | -             | Rapid Wien       |
| 4    | Defensa       | Leopold Barschandt | 12 d'agost 1925     | -             | Wiener Sportclub |
| 5    | Defensa       | Ernst Ocwirk       | 7 de març 1926      | -             | Austria Wien     |
| 6    | Migcampista   | Karl Koller        | 8 de febrer 1929    | -             | First Vienna FC  |
| 7    | Davanter      | Robert Körner      | 21 d'agost 1924     | -             | Rapid Wien       |
| 8    | Defensa       | Walter Schleger    | 19 de setembre 1929 | -             | Austria Wien     |
| 9    | Davanter      | Theodor Wagner     | 6 d'agost 1927      | -             | Wacker Wien      |
| 10   | Migcampista   | Erich Probst       | 5 de desembre 1927  | -             | Rapid Wien       |
| 11   | Davanter      | Alfred Körner      | 14 de febrer 1926   | -             | Rapid Wien       |
| 12   | Migcampista   | Karl Stotz         | 27 de març 1927     | -             | Austria Wien     |
| 13   | Migcampista   | Walter Kollmann    | 17 de juny 1932     | -             | Wacker Wien      |
| 14   | Migcampista   | Karl Giesser       | 29 d'octubre 1928   | -             | Rapid Wien       |
| 15   | Porter        | Franz Pelikan      | 6 de novembre 1925  | -             | Wacker Wien      |
| 16   | Porter        | Walter Zeman       | 1 de maig 1927      | -             | Rapid Wien       |
| 17   | Migcampista   | Alfred Teinitzer   | 29 de juliol 1929   | -             | Linzer ASK       |
| 18   | Migcampista   | Johann Riegler     | 17 de juliol 1929   | -             | Rapid Wien       |
| 19   | Davanter      | Robert Dienst      | 1 de març 1928      | -             | Rapid Wien       |
| 20   | Defensa       | Paul Halla         | 10 d'abril 1931     | -             | Rapid Wien       |
| 21   | Davanter      | Ernst Stojaspal    | 14 de gener 1925    | -             | Austria Wien     |
| 22   | Davanter      | Walter Haumer      | 22 de novembre 1928 | -             | Wacker Wien      |
| Ent. | Walter Nausch | Walter Nausch      | Walter Nausch       | Walter Nausch | Walter Nausch    |

## Txecoslovàquia
| #    | Posició       | Nom                | Naixement          | P. Sel.       | Club                   |
| ---- | ------------- | ------------------ | ------------------ | ------------- | ---------------------- |
| 1    | Porter        | Theodor Reimann    | 10 de febrer 1921  | -             | Slovan Bratislava      |
| 2    | Defensa       | František Šafránek | 2 de gener 1931    | -             | ÚDA Praha              |
| 3    | Migcampista   | Svatopluk Pluskal  | 28 d'octubre 1930  | -             | ÚDA Praha              |
| 4    | Defensa       | Ladislav Novák     | 5 de desembre 1931 | -             | ÚDA Praha              |
| 5    | Defensa       | Jiří Trnka         | 2 de desembre 1926 | -             | ÚDA Praha              |
| 6    | Migcampista   | Michal Benedikovič | 31 de maig 1923    | -             | Slovan Bratislava      |
| 7    | Davanter      | Ladislav Hlaváček  | 26 de juny 1925    | -             | ÚDA Praha              |
| 8    | Davanter      | Otto Hemele        | 22 de gener 1926   | -             | ÚDA Praha              |
| 9    | Davanter      | Anton Malatinský   | 15 de gener 1920   | -             | Baník Handlová         |
| 10   | Davanter      | Emil Pažický       | 14 d'octubre 1927  | -             | Slovan Bratislava      |
| 11   | Davanter      | Jiří Pešek         | 4 de juny 1927     | -             | Spartak Praha Sokolovo |
| 12   | Defensa       | Anton Krásnohorský | 22 d'octubre 1925  | -             | Iskra Žilina           |
| 13   | Migcampista   | Jiří Hledík        | 19 d'abril 1929    | -             | Křídla vlasti Olomouc  |
| 14   | Migcampista   | Jan Hertl          | 23 de gener 1929   | -             | ÚDA Praha              |
| 15   | Davanter      | Ladislav Kačáni    | 1 d'abril 1931     | -             | CH Bratislava          |
| 16   | Migcampista   | Zdeněk Procházka   | 12 de gener 1928   | -             | Spartak Praha Sokolovo |
| 17   | Davanter      | Tadeusz Kraus      | 22 d'octubre 1932  | -             | Křídla vlasti Olomouc  |
| 18   | Davanter      | Josef Majer        | 8 de juny 1925     | -             | Baník Kladno           |
| 19   | Davanter      | Jaroslav Košnar    | 17 d'agost 1930    | -             | CH Bratislava          |
| 20   | Davanter      | Kazimír Gajdoš     | 28 de març 1934    | -             | Tatran Prešov          |
| 21   | Porter        | Imrich Stacho      | 4 de novembre 1931 | -             | Tankista Praha         |
| 22   | Porter        | Viliam Schrojf     | 2 d'agost 1931     | -             | Křídla vlasti Olomouc  |
| Ent. | Jaroslav Cejp | Jaroslav Cejp      | Jaroslav Cejp      | Jaroslav Cejp | Jaroslav Cejp          |

## Escòcia
| #    | Posició                                                                                      | Nom                                                                                          | Naixement                                                                                    | P. Sel. | Club               |
| ---- | -------------------------------------------------------------------------------------------- | -------------------------------------------------------------------------------------------- | -------------------------------------------------------------------------------------------- | ------- | ------------------ |
| 1    | Porter                                                                                       | Fred Martin                                                                                  | 13 de maig 1929                                                                              | 2       | Aberdeen FC        |
| 2    | Defensa                                                                                      | Willie Cunningham                                                                            | 22 de febrer 1925                                                                            | 3       | Preston North End  |
| 3    | Defensa                                                                                      | Jock Aird                                                                                    | 18 de febrer 1926                                                                            | 2       | Burnley FC         |
| 4    | Defensa                                                                                      | Bobby Evans                                                                                  | 16 de juliol 1927                                                                            | 17      | Celtic FC          |
| 5    | Defensa                                                                                      | Tommy Docherty                                                                               | 24 d'agost 1928                                                                              | 5       | Preston North End  |
| 6    | Migcampista                                                                                  | Jimmy Davidson                                                                               | 8 de novembre 1925                                                                           | 2       | Partick Thistle    |
| 7    | Migcampista                                                                                  | Doug Cowie                                                                                   | 1 de maig 1926                                                                               | 6       | Dundee FC          |
| 8    | Davanter                                                                                     | John Mackenzie                                                                               | 4 de setembre 1925                                                                           | 4       | Partick Thistle    |
| 9    | Davanter                                                                                     | George Hamilton                                                                              | 7 de desembre 1917                                                                           | 5       | Aberdeen FC        |
| 10   | Davanter                                                                                     | Allan Brown                                                                                  | 12 d'octubre 1926                                                                            | 11      | Blackpool FC       |
| 11   | Davanter                                                                                     | Neil Mochan                                                                                  | 6 d'abril 1927                                                                               | 1       | Celtic FC          |
| 12   | Davanter                                                                                     | Willie Fernie                                                                                | 22 de novembre 1928                                                                          | 1       | Celtic FC          |
| 13   | Davanter                                                                                     | Willie Ormond                                                                                | 23 de febrer 1927                                                                            | 3       | Hibernian FC       |
| 14   | Porter                                                                                       | Johnny Anderson*                                                                             | 8 de desembre 1929                                                                           | 1       | Leicester City FC  |
| 15   | Davanter                                                                                     | Bobby Johnstone*                                                                             | 7 de setembre 1929                                                                           | 11      | Hibernian FC       |
| 16   | Davanter                                                                                     | Jackie Henderson*                                                                            | 17 de gener 1932                                                                             | 4       | Portsmouth FC      |
| 17   | Migcampista                                                                                  | David Mathers*                                                                               | 25 d'octubre 1931                                                                            | 1       | Partick Thistle    |
| 18   | Defensa                                                                                      | Alex Wilson*                                                                                 | 29 d'octubre 1933                                                                            | 1       | Portsmouth FC      |
| 19   | Davanter                                                                                     | Jimmy Binning*                                                                               |                                                                                              | 0       | Queen of the South |
| 20   | Davanter                                                                                     | Bobby Combe*                                                                                 | 29 de febrer 1924                                                                            | 3       | Hibernian FC       |
| 21   | Davanter                                                                                     | Ernie Copland*                                                                               |                                                                                              | 0       | Raith Rovers       |
| 22   | Davanter                                                                                     | Ian McMillan*                                                                                | 18 de març 1931                                                                              | 3       | Airdrieonians      |
| Ent. | Andy Beattie (ho deixà després del primer partit, restant un comité per la resta de partits) | Andy Beattie (ho deixà després del primer partit, restant un comité per la resta de partits) | Andy Beattie (ho deixà després del primer partit, restant un comité per la resta de partits) |         |                    |

* Només 13 jugadors viatjaren a Suïssa. Anderson, Henderson, Mathers, Wilson, Binning, Combe, Copland i McMillan es quedaren a casa en reserva. Johnstone viatjà però es lesionà abans de començar i fou reemplaçat per Hamilton.

## Anglaterra
| #    | Posició             | Nom                 | Naixement           | P. Sel.             | Club                       |
| ---- | ------------------- | ------------------- | ------------------- | ------------------- | -------------------------- |
| 1    | Porter              | Gil Merrick         | 26 de gener 1922    | 20                  | Birmingham City FC         |
| 2    | Defensa             | Ron Staniforth      | 13 d'abril 1924     | 3                   | Huddersfield Town AFC      |
| 3    | Defensa             | Roger Byrne         | 8 de setembre 1929  | 3                   | Manchester United FC       |
| 4    | Defensa             | Billy Wright        | 6 de febrer 1924    | 58                  | Wolverhampton Wanderers FC |
| 5    | Migcampista         | Syd Owen            | 28 de febrer 1922   | 2                   | Luton Town FC              |
| 6    | Migcampista         | Jimmy Dickinson     | 24 d'abril 1925     | 35                  | Portsmouth FC              |
| 7    | Davanter            | Stanley Matthews    | 1 de febrer 1915    | 36                  | Blackpool FC               |
| 8    | Davanter            | Ivor Broadis        | 18 de desembre 1922 | 11                  | Newcastle United FC        |
| 9    | Davanter            | Nat Lofthouse       | 27 d'agost 1925     | 19                  | Bolton Wanderers FC        |
| 10   | Davanter            | Tommy Taylor        | 29 de gener 1932    | 3                   | Manchester United FC       |
| 11   | Davanter            | Tom Finney          | 5 d'abril 1922      | 51                  | Preston North End FC       |
| 12   | Porter              | Ted Burgin          | 29 d'abril 1927     | 0                   | Sheffield United FC        |
| 13   | Defensa             | Ken Green           | 27 d'abril 1924     | 0                   | Birmingham City FC         |
| 14   | Migcampista         | Bill McGarry        | 10 de juny 1927     | 0                   | Huddersfield Town AFC      |
| 15   | Davanter            | Dennis Wilshaw      | 11 de març 1926     | 1                   | Wolverhampton Wanderers FC |
| 16   | Migcampista         | Albert Quixall      | 9 d'agost 1933      | 3                   | Sheffield Wednesday FC     |
| 17   | Davanter            | Jimmy Mullen        | 6 de gener 1923     | 11                  | Wolverhampton Wanderers FC |
| 18   | Defensa             | Allenby Chilton*    | 16 de setembre 1918 | 2                   | Manchester United FC       |
| 19   | Migcampista         | Ken Armstrong*      | 3 de juny 1924      | 0                   | Chelsea FC                 |
| 20   | Migcampista         | Bedford Jezzard*    | 19 d'octubre 1927   | 1                   | Fulham FC                  |
| 21   | Migcampista         | Johnny Haynes*      | 17 d'octubre 1934   | 0                   | Fulham FC                  |
| 22   | Davanter            | Harry Hooper*       | 14 de juny 1933     | 0                   | West Ham United FC         |
| Ent. | Walter Winterbottom | Walter Winterbottom | Walter Winterbottom | Walter Winterbottom | Walter Winterbottom        |

* Només 17 jugadors viatjaren a Suïssa. Ken Armstrong, Allenby Chilton, Johnny Haynes, Harry Hooper i Bedford Jezzard es quedaren a casa en reserva.

## Suïssa
| #    | Posició     | Nom              | Naixement           | P. Sel.     | Club                    |
| ---- | ----------- | ---------------- | ------------------- | ----------- | ----------------------- |
| 1    | Porter      | Walter Eich      | 27 de maig 1925     | -           | Young Boys Bern         |
| 2    | Porter      | Eugene Parlier   | 5 de desembre 1930  | -           | Servette FC             |
| 3    | Porter      | Georges Stuber   | 11 de maig 1925     | -           | Lausanne Sports         |
| 4    | Migcampista | Roger Bocquet    | 9 d'abril 1921      | -           | Lausanne Sports         |
| 5    | Defensa     | Marcel Flückiger | 20 de juny 1929     | -           | Young Boys Bern         |
| 6    | Defensa     | Roger Mathis     | 4 d'abril 1921      | -           | Lausanne Sports         |
| 7    | Defensa     | André Neury      | 3 de setembre 1921  | -           | Servette FC             |
| 8    | Migcampista | Heinz Bigler     | 21 de desembre 1925 | -           | Young Boys Bern         |
| 9    | Migcampista | Charles Casali   | 27 d'abril 1923     | -           | Young Boys Bern         |
| 10   | Defensa     | Oliver Eggimann  | 6 d'agost 1921      | -           | FC La Chaux-de-Fonds    |
| 11   | Davanter    | Norbert Eschmann | 19 de març 1933     | -           | Lausanne Sports         |
| 12   | Migcampista | Gilbert Fesselet | 16 d'abril1928      | -           | FC La Chaux-de-Fonds    |
| 13   | Migcampista | Ivo Frosio       | 27 d'abril 1930     | -           | Grasshopper-Club Zürich |
| 14   | Defensa     | Wilhelm Kernen   | 6 d'agost 1929      | -           | FC La Chaux-de-Fonds    |
| 15   | Davanter    | Charles Antenen  | 3 de novembre 1929  | -           | FC La Chaux-de-Fonds    |
| 16   | Davanter    | Robert Ballaman  | 21 de juny 1926     | -           | Grasshopper-Club Zürich |
| 17   | Davanter    | Jacques Fatton   | 19 de desembre 1925 | -           | Servette FC             |
| 18   | Davanter    | Josef Hügi       | 23 de gener 1930    | -           | FC Basel                |
| 19   | Davanter    | Marcel Mauron    | 25 de març 1929     | -           | FC La Chaux-de-Fonds    |
| 20   | Davanter    | Eugen Meier      | 30 d'abril 1930     | -           | Young Boys Bern         |
| 21   | Davanter    | Ferdinando Riva  | 3 de juliol 1930    | -           | FC Chiasso              |
| 22   | Davanter    | Roger Vonlanthen | 13 de febrer 1929   | -           | Grasshopper-Club Zürich |
| Ent. | Karl Rappan | Karl Rappan      | Karl Rappan         | Karl Rappan | Karl Rappan             |

## Itàlia
| #    | Posició        | Nom                  | Naixement           | P. Sel.        | Club                     |
| ---- | -------------- | -------------------- | ------------------- | -------------- | ------------------------ |
| 1    | Porter         | Giorgio Ghezzi       | 10 de juliol 1930   | -              | Internazionale Milano FC |
| 2    | Defensa        | Guido Vincenzi       | 14 de juliol 1932   | -              | Internazionale Milano FC |
| 3    | Defensa        | Giovanni Giacomazzi  | 18 de gener 1928    | -              | Internazionale Milano FC |
| 4    | Defensa        | Maino Neri           | 30 de juny 1924     | -              | Internazionale Milano FC |
| 5    | Migcampista    | Omero Tognon         | 3 de març 1924      | -              | AC Milan                 |
| 6    | Migcampista    | Fulvio Nesti         | 8 de juny 1925      | -              | Internazionale Milano FC |
| 7    | Davanter       | Ermes Muccinelli     | 28 de juliol 1927   | -              | Juventus FC              |
| 8    | Davanter       | Egisto Pandolfini    | 19 de febrer 1926   | -              | AS Roma                  |
| 9    | Davanter       | Carlo Galli          | 6 de març 1931      | -              | AS Roma                  |
| 10   | Davanter       | Gino Cappello        | 2 de juny 1920      | -              | Bologna FC 1909          |
| 11   | Davanter       | Benito Lorenzi       | 20 de desembre 1925 | -              | Internazionale Milano FC |
| 12   | Porter         | Giovanni Viola       | 26 de juny 1926     | -              | Juventus FC              |
| 13   | Defensa        | Ardico Magnini       | 21 d'octubre 1928   | -              | ACF Fiorentina           |
| 14   | Defensa        | Sergio Cervato       | 22 de març 1929     | -              | ACF Fiorentina           |
| 15   | Defensa        | Giacomo Mari         | 17 d'octubre 1924   | -              | Juventus FC              |
| 16   | Migcampista    | Rino Ferrario        | 7 de desembre 1926  | -              | Juventus FC              |
| 17   | Davanter       | Armando Segato       | 3 de maig 1930      | -              | ACF Fiorentina           |
| 18   | Migcampista    | Gino Pivatelli       | 27 de març 1933     | -              | Bologna FC 1909          |
| 19   | Davanter       | Giampiero Boniperti  | 4 de juliol 1928    | -              | Juventus FC              |
| 20   | Migcampista    | Guido Gratton        | 23 de setembre 1932 | -              | ACF Fiorentina           |
| 21   | Davanter       | Amleto Frignani      | 5 de març 1932      | -              | AC Milan                 |
| 22   | Porter         | Leonardo Costagliola | 27 d'octubre 1921   | -              | ACF Fiorentina           |
| Ent. | Lajos Czeizler | Lajos Czeizler       | Lajos Czeizler      | Lajos Czeizler | Lajos Czeizler           |

## Bèlgica
| #    | Posició          | Nom                     | Naixement           | P. Sel.          | Club                   |
| ---- | ---------------- | ----------------------- | ------------------- | ---------------- | ---------------------- |
| 1    | Porter           | Léopold Gernaey         | 25 de febrer 1927   | 7                | K.V. Oostende          |
| 2    | Defensa          | Marcel Dries            | 19 de setembre 1929 | 7                | Berchem Sport          |
| 3    | Defensa          | Alfons Van Brandt       | 24 de juny 1927     | 18               | Lierse                 |
| 4    | Defensa          | Constant Huysmans       | 11 d'octubre 1928   | 5                | KV Beerschot Antwerpen |
| 5    | Migcampista      | Louis Carré             | 7 de gener 1925     | 39               | Royal FC Liegeois      |
| 6    | Migcampista      | Victor Mees             | 22 d'abril 1927     | 31               | Royal Antwerp FC       |
| 7    | Migcampista      | Jozef Vliers            | 18 de desembre 1932 | 0                | Royal Beerschot AC     |
| 8    | Davanter         | Denis Houf              | 16 de febrer 1932   | 0                | Standard Liège         |
| 9    | Davanter         | Henri Coppens           | 29 d'abril 1930     | 32               | Royal Beerschot AC     |
| 10   | Davanter         | Léopold Anoul           | 19 d'agost 1922     | 45               | Royal FC Liegeois      |
| 11   | Davanter         | Joseph Mermans          | 16 de febrer 1922   | 45               | Anderlecht             |
| 12   | Porter           | Charles Geerts          | 29 d'octubre 1930   | 0                | KV Beerschot Antwerpen |
| 13   | Defensa          | Henri Dirickx           | 7 de juliol 1927    | 13               | Union St. Gilloise     |
| 14   | Migcampista      | Robert Van Kerkhoven    |                     | 5                | Daring Club            |
| 15   | Davanter         | Hippolyte Van den Bosch | 30 d'abril 1926     | 2                | Anderlecht             |
| 16   | Davanter         | Pieter Van Den Bosch    | 31 d'octubre 1927   | 0                | Anderlecht             |
| 17   | Porter           | Raymond Ausloos         |                     | 0                | White Star             |
| 18   | Defensa          | Jef Van Der Linden      | 2 de novembre 1927  | 0                | Royal Antwerp FC       |
| 19   | Migcampista      | Jo Backaert             |                     | 0                | Charleroi SC           |
| 20   | Migcampista      | Robert Maertens         | 24 de gener 1930    | 11               | Royal Antwerp FC       |
| 21   | Migcampista      | Jean Van Steen          | 2 de juny 1929      | 5                | Anderlecht             |
| 22   | Davanter         | Luc Van Hoyweghen       |                     | 0                | Daring Club            |
| Ent. | Doug Livingstone | Doug Livingstone        | Doug Livingstone    | Doug Livingstone | Doug Livingstone       |